# Родопсинкиназа
Родопсинкиназа, или GRK1, — фермент протеинкиназа из группы киназ рецепторов, связанных с G-белками (GRK-киназ), участвующий в процессе фототрансдукции. Продукт гена человека GRK1.

## Функции
GRK1 фосфорилирует родопсин и таким образом участвует в восстановлении и адаптации клеток сетчатки глаза, в частности в обеспечении ночного видения и в быстрой адаптации глаза к быстрой смене интенсивности света.
Родопсинкиназа аутофосфорилируется, что регулируется действием света и активируется cAMP. Полная активация киназы требует фарнезилирования молекулы. Основные участки фосфорилирования: серин-491 и треонин-492; минорный участок — серин-21. 

## Тканевая специфичность
Родопсинкиназа экспрессируется в сетчатке глаза в палочках и колбочках.

## Клиническое значение
Мутации гена GRK1 связаны с амаврозом Лебера 2-го типа, характеризующимся непрогрессирующим нарушением ночного видения, нистагмом и миопией.